# Opius damnosus
Opius damnosus är en stekelart som beskrevs av Papp 1980. Opius damnosus ingår i släktet Opius och familjen bracksteklar. Inga underarter finns listade i Catalogue of Life.